# Disney's BoardWalk
 (juillet 2018).

Disney's BoardWalk est la seconde zone commerciale et de divertissements de Walt Disney World Resort en Floride.

## Historique
Ouverte le 1er juillet 1996 au sein d'un complexe hôtelier le Disney's BoardWalk Resort, elle propose le long des berges de Crescent Lake, plusieurs boutiques, restaurants et lieux de loisirs sur un fronton représentant la Nouvelle-Angleterre dans les années 1920-1930 totalisant plus de 900 m2.
Le fronton s'organise en deux ailes, séparées par le porche central du complexe hôtelier, lui-même divisé de cette façon avec à l'ouest un Disney Vacation Club, le Disney's BoardWalk Inn et à l'est un hôtel normal[pas clair], le Disney's BoardWalk Villas.
Au bout du fronton, à l'est, se trouve Epcot et le Disney's Yacht & Beach Club Resort. Devant le porche, une place engazonnée marque le centre du complexe, un ponton permet de prendre les ferries pour les parcs à thèmes et les autres hôtels. À l'autre extrémité du fronton, un pont au nord permet de traverser le lac et de se retrouver entre le Disney's Yacht Club Resort et le Walt Disney World Dolphin, tandis qu'un pont à l'ouest permet de rejoindre le Walt Disney World Swan. Un chemin pédestre part de ce point pour les Disney-MGM Studios.
Le long de l'hôtel une rivière amène les visiteurs aux Disney-MGM Studios. Deux chemins pédestres suivent le long de la rivière. Côté Disney's Boardwalk Villas, une route longe les piscines de l'hôtel qui recréent un parc d'attractions, nommé Luna Park.
L'architecture du bâtiment est beaucoup plus colorée que celle des Disney's Yacht & Beach Club Resort situés de l'autre côté du Crescent Lake. Ces hôtels sont aussi l'œuvre de Robert AM Stern, de couleur bleue pâle et rappelant la Nouvelle-Angleterre mais dans les années 1870. Ici, les couleurs sont principalement le rouge, le jaune, le turquoise et le blanc.

## Aile est - Disney's BoardWalk Inn
Un pavillon en rotonde marque l'emplacement de l'ESPN Club. C'est un concept de bar-restaurant avec des écrans de télévisions diffusant les événements sportifs du moment (principalement sur les chaînes d'ESPN). Ce concept fut étendu (avec une salle de jeux vidéo) pour devenir ESPN Zone. mais ce prototype n'est pas associé à la chaîne ESPN Zone.
ESPN The Yard est une salle de jeux vidéo jouxtant l'ESPN Club.
ESPN Club - The Store est la boutique.
Ensuite les boutiques et restaurants se succèdent : BoardWalk Bakery était une pâtisserie. Elle a été remplacée en 1999 par la boutique de l'ESPN Club. Spoddles est un restaurant traditionnel de spécialités de la mer. Sea shore  est un magasin qui vend des glaces et des sucreries. Flying Fish un autre restaurant se concentrant sur les spécialités du grand large et sa carte des vins.

## Aile ouest -Disney's BoardWalk Villas
Wyland Gallery  est une boutique d'art proposant des tableaux sur la mer et ses rivages. Elle se situe le long de l'esplanade à proximité du porche.
Screen Door General Store est comme son nom l'indique la grande boutique du complexe, proposant des articles Disney comme des bouteilles de vins.
BoardWalk Carnival Characters est une boutique qui propose des articles Disney. Depuis 1996 le thème est Housewares et Mousewares.
Thimbles and Threads est une boutique de vêtements pour les hommes et les femmes ainsi que de peluches Disney.
Big River Grills & Brewing Works est un restaurant familial avec de nombreuses spécialités et de bières. Ensuite un stand de vente de Disney Vacation Club exista durant quelques années jusqu'en 2001.
Jellyrolls est un piano-bar. Seul un bâtiment n'est pas relié au reste c'est le pavillon de la discothèque Atlantic Dance Club. Cette coupure s'explique pour des raisons de tranquillité nocturne. Le bâtiment suit le style architectural du complexe.